# ダウベルト・エンリケ・チャガス・エステヴァン
ダウベルトことダウベルト・エンリケ・チャガス・エステヴァン（Dalbert Henrique Chagas Estevão, 1993年9月8日 - ）はブラジル・バッラ・メンサ出身のサッカー選手。アメリカ・ミネイロ所属。ポジションはディフェンダー。

## 経歴
2016年の夏の移籍市場でリーグ・アンに所属するOGCニースに移籍。シーズンを通して出場し、2016-17シーズンのニースの躍進とUEFAチャンピオンズリーグ出場権獲得に貢献した。
2017年8月9日に、セリエAのインテルナツィオナーレ・ミラノに2000万ユーロで移籍した。当初は同じ左サイドの長友佑都とポジションを争っていたが、やがて守備力の低さを露呈し、次第に長友が優勢となった。
2019年8月29日、ACFフィオレンティーナにシーズン終了までの期限付き移籍で加入する。
2020年10月3日、スタッド・レンヌへのローン移籍が発表された。
2021年7月21日、2021-22シーズンはカリアリ・カルチョへレンタル移籍することが決まった。
2023年9月6日、SCインテルナシオナルに加入した。

## プレースタイル
スピードがあり、攻撃面でチームに貢献する一方で、一対一などの守備力に難があるとされる。